# Gary Zeller
Gary Lynn Zeller (nacido el 20 de noviembre de 1947 en Texas y fallecido el 5 de febrero de 1996) fue un jugador de baloncesto estadounidense que disputó dos temporadas en la NBA, y media más en la ABA. Con 1,91 metros de estatura, jugaba en la posición de base.

## Trayectoria deportiva

### Universidad
Jugó en su etapa universitaria con los Bulldogs de la Universidad Drake, con los que llegó a disputar en 1969 la Final Four de la NCAA, en la que cayeron en semifinales ante los que a la postre serían los campeones, UCLA, anotando 12 puntos en ese partido, ganando en la final de consolación a North Carolina por 20 puntos, anotando Zeller 7.

### Profesional
Fue elegido en la octogésimo tercera posición del Draft de la NBA de 1970 por Baltimore Bullets, y también en el Draft de la ABA por The Floridians, fichando por los primeros, donde jugó una temporada en la que llegó a disputar las Finales de la NBA en las que cayeron ante Milwaukee Bucks, promediando 1,7 puntos por partido.
Tras ser despedido mediada la temporada siguiente, la acabó jugando en los New York Nets de la ABA, donde nuevamente volvió a disputar unas Finales, en este caso ante Indiana Pacers, promediando 1,5 puntos.

## Estadísticas de su carrera en la NBA y la ABA

### Temporada regular
| Temporada | Edad | Equipo            | Liga  | P  | TIT | MIN  | TC  | TCA | %TC  | 3P  | 3PA | %3P  | TL  | TLA | %TL  | R.OF. | R.DEF. | REB | ASIS | ROB | TAP | PER | FP  | PTS |
| 1970-71   | 23   | Baltimore Bullets | NBA   | 50 |     | 4.5  | 0.7 | 2.3 | .296 |     |     |      | 0.3 | 0.6 | .536 |       |        | 0.5 | 0.1  |     |     |     | 0.9 | 1.7 |
| 1971-72   | 24   | TOTAL             | TOTAL | 40 |     | 13.8 | 2.3 | 6.5 | .347 | 0.0 | 0.0 | .000 | 0.7 | 1.0 | .634 | 0.1   | 1.8    | 1.9 | 0.8  |     |     | 0.2 | 2.0 | 5.2 |
| 1971-72   | 24   | Baltimore Bullets | NBA   | 28 |     | 16.8 | 3.0 | 8.2 | .362 |     |     |      | 0.8 | 1.3 | .629 |       |        | 2.3 | 1.1  |     |     |     | 2.2 | 6.7 |
| 1971-72   | 24   | New York Nets     | ABA   | 12 |     | 6.8  | 0.6 | 2.5 | .233 | 0.0 | 0.1 | .000 | 0.3 | 0.5 | .667 | 0.4   | 0.4    | 0.8 | 0.2  |     |     | 0.8 | 1.3 | 1.5 |
| Total     |      |                   | TOTAL | 90 |     | 8.7  | 1.4 | 4.2 | .332 | 0.0 | 0.1 | .000 | 0.5 | 0.8 | .594 | 0.4   | 0.4    | 1.1 | 0.4  |     |     | 0.8 | 1.3 | 3.2 |
|           |      |                   | NBA   | 78 |     | 8.9  | 1.5 | 4.4 | .340 |     |     |      | 0.5 | 0.8 | .587 |       |        | 1.2 | 0.5  |     |     |     | 1.3 | 3.5 |
|           |      |                   | ABA   | 12 |     | 6.8  | 0.6 | 2.5 | .233 | 0.0 | 0.1 | .000 | 0.3 | 0.5 | .667 | 0.4   | 0.4    | 0.8 | 0.2  |     |     | 0.8 | 1.3 | 1.5 |

### Playoffs
| Temporada | Edad | Equipo            | Liga  | P  | MIN | TCA | TC | 3PA | 3P | TLA | TL | R.OF. | REB | ASIS | ROB | TAP | PER | FP | PTS | %TC   | %3P | %FT  | MIN | PTS | REB | AST |
| 1970-71   | 23   | Baltimore Bullets | NBA   | 15 | 67  | 12  | 35 |     |    | 2   | 7  |       | 13  | 4    |     |     |     | 15 | 26  | .343  |     | .286 | 4.5 | 1.7 | 0.9 | 0.3 |
| 1971-72   | 24   | New York Nets     | ABA   | 3  | 9   | 1   | 1  | 0   | 0  | 0   | 1  |       | 1   | 0    |     |     | 3   | 7  | 2   | 1.000 |     | .000 | 3.0 | 0.7 | 0.3 | 0.0 |
| Total     |      |                   | TOTAL | 18 | 76  | 13  | 36 | 0   | 0  | 2   | 8  |       | 14  | 4    |     |     | 3   | 22 | 28  | .361  |     | .250 | 4.2 | 1.6 | 0.8 | 0.2 |
|           |      |                   | NBA   | 15 | 67  | 12  | 35 |     |    | 2   | 7  |       | 13  | 4    |     |     |     | 15 | 26  | .343  |     | .286 | 4.5 | 1.7 | 0.9 | 0.3 |
|           |      |                   | ABA   | 3  | 9   | 1   | 1  | 0   | 0  | 0   | 1  |       | 1   | 0    |     |     | 3   | 7  | 2   | 1.000 |     | .000 | 3.0 | 0.7 | 0.3 | 0.0 |